# 洋马镇
洋马镇，是中华人民共和国江苏省盐城市射阳县下辖的一个乡镇级行政单位。

## 行政区划
洋马镇下辖以下地区：
黄海社区、港中社区、贺东村、新灶村、北邗村、药材村、兴垦村和潘东村。